# アルバート・タッカー
アルバート・タッカー（Albert William Tucker、1905年11月28日 - 1995年1月25日）は、カナダのオンタリオ州オシャワ生まれの数学者。プリンストン大学教授であり、専門はトポロジー、ゲーム理論、線形計画法、非線形計画法、オペレーションズ・リサーチであった。

## 略歴
- 1905年　カナダのオンタリオ州オシャワで生まれる（父親は高校の数学教師で、のちプロテスタント聖職者になった）。
- 大学進学に必要な奨学金のため、高校の最終学年を繰り返した。
- 1928年　トロント大学を卒業した（B.A.）。
- 1929年　トロント大学から修士号をえる（M.A.）。
- プリンストン大学院生として、学生に微積分学を教える。
- 1932年　プリンストン大学からPh.D.をえる（指導教授ソロモン・レフシェッツ、博士論文「多様体への抽象的アプローチ」）。
- 1932年～1933年　ナショナル・リサーチ・フェローとしてケンブリッジハーバード大学およびシカゴ大学となった。
- 1933年　プリンストン大学の学部に戻る。
- 1934年　プリンストン大学の助教授となる。
- 1938年　プリンストン大学の准教授となる。
- 1946年　プリンストン大学の正教授となる。
- 1953年　プリンストン大学の教授（the Dod professorship）となる（同時に学部長となる）。
- この他、スタンフォード大学、MIT、コーネル大学、ダートマス大学、ハヴァーフォード・カレッジ、数学協会、ロックフェラー研究所の客員教授となる。
- 1974年　プリンストン大学（1933年～1974年）を停年退職し、名誉教授となる。
- 1995年　ニュージャージー州ハイストウンのメドウレイクス長老教会派ホームで死去（89歳）。

## 栄誉・受賞
- 1961年　ダートマス大学の名誉教授となる。
- 1968年　数学学会（association）から「卓越したサービス賞」を受ける。
- 1980年　ジョン・フォン・ノイマン理論賞を受ける（デヴィッド・ゲール、ハロルド・クーンと同時受賞）。
- この他、アメリカ数学学会（society）のメンバー、アメリカ数学学会（association）の会長、アメリカ科学振興協会（AAAS）の副会長、アメリカ芸術科学アカデミーのメンバーなどを務めた。

## 主な業績
- 1940年から線形計画法とゲーム理論の研究をはじめた。

- 「囚人のジレンマ」（1950年）
  - メリル・M・フラッドとメルヴィン・ドレシャーズによる協力と対立のモデルに対し、囚人のジレンマという名前と解釈を与えた。

- カルシュ＝クーン＝タッカー条件（クーン＝タッカー定理）は非線形計画法の基本的結果である。

- 主な講義
  - オーストラリアの4大学（1956年）でフルブライト講義を行った。
  - ヨーロッパ経済機構のためにいくつかのヨーロッパの大学で講義（1959年）を行った。

- 6冊のシリーズ（5冊がゲーム理論、1冊が線形不等式）を共同編集した。

- 「口述歴史プロジェクト」
  - 1974年の定年後、タッカーは1940年代からのプリンストン大学数学学部の口述歴史プロジェクトを組織した。最後の本まで18年かかった。
  - 対象には、アインシュタイン、フォン・ノイマン、ゲーデル、ハーマン・ゴールドスタイン（コンピューター先駆者）、ジョン・バーディーン（ノーベル物理学賞1956年、1972年）、ユージン・ウィグナー（ノーベル物理学賞1963年）などが含まれる。

## 博士学生・協力者
- ミシェル・バリンスキー
- デヴィッド・ゲール（ジョン・フォン・ノイマン理論賞を共同受賞）
- アラン・ゴールドマン
- ジョン・イズベル
- ステファン・マウラー
- マービン・ミンスキー（チューリング賞）
- ジョン・ナッシュ（ノーベル経済学賞）
- トレンス・パーソンズ
- ロイド・シャープレー（ノーベル経済学賞）
- ロバート・シングルトン
- マージョリー・スタイン
- ラルフ・ゴモリー（IBM研究チーフ）
- ジョン・ウィラード・ミルナー（フィールズ賞）
- ジョン・G・ケメニー
- ハロルド・クーン（多くの論文やモデルで協力。ジョン・フォン・ノイマン理論賞を共同受賞。）

## 著作
- (with H. W. Kuhn eds.) Contributions to the Theory of Games, Annals of Mathematical Studies, 1950
- (with H. W. Kuhn eds.) Linear Inequalities and Related Systems, Annals of Mathematical Studies, 1956
- (with Allan Gewirtz, Harry Sitomer) Constructive Linear Algebra, Englewood Cliffs, 1974
- (with Evar Nering) Linear Programs and Related Problems, Academic Press, 1993